# Closteromerus manicatus
Closteromerus manicatus là một loài bọ cánh cứng trong họ Cerambycidae.